# ويليام إتش. بارنز (سياسي)
ويليام إتش. بارنز هو سياسي أمريكي، ولد في 5 أبريل 1885، وتوفي في 25 سبتمبر 1973. نشط حزبياً في Wisconsin Progressive Party ‏. وقد انتخب عضو جمعية ولاية ويسكونسن ‏.